# Michiel Hemmen
Michiel Hemmen (Zaanstad, 28 juni 1987) is een voormalig Nederlands profvoetballer die doorgaans als aanvaller speelde.

## Carrière
Hemmen, begonnen bij KFC  uit Koog aan de Zaan, is gevormd in de jeugdopleiding van FC Volendam. In het seizoen 2006/2007 speelde hij regelmatig in het eerste team van Volendam. In 2008 tekende Hemmen een contract voor twee seizoenen bij BV Veendam. Zijn officiële debuut daar maakte hij op 8 augustus 2008 in de thuiswedstrijd tegen Cambuur Leeuwarden.
Vanaf het seizoen 2010/2011 speelde Hemmen voor AGOVV Apeldoorn. Als vaste waarde voor het team (29 wedstrijden, waarvan vier invalbeurten) maakte hij dat seizoen 20 treffers. Hemmen werd daarmee gedeeld vierde op de topscorerslijst van de Jupiler League 2010/2011.
In januari 2012 vertrok Hemmen echter bij AGOVV om in de Belgische eerste klasse KVC Westerlo te helpen degradatie te voorkomen. Hij speelde een half jaar bij de Kempische voetbalclub.
Hemmen speelde van juni 2012 tot medio 2015 voor SC Cambuur. De club uit Leeuwarden werd op 3 mei 2013 kampioen van de Jupiler League 2012-2013 en promoveerde naar de Eredivisie. Hemmen had een aandeel van onder meer zeventien doelpunten (clubtopscorer) in dit kampioenschap. Hij verlengde na afloop van het seizoen zijn contract tot medio 2015. Hemmen speelde daarna twee seizoenen met Cambuur op het hoogste niveau in Nederland.
Hemmen tekende in juli 2015 een contract tot medio 2016 bij BK Häcken, op dat moment actief in de Allsvenskan. Dat lijfde hem transfervrij in na het aflopen van zijn verbintenis bij Cambuur. Toen de competitie in Zweden op 31 oktober 2015 eindigde, mocht Hemmen vertrekken. Hij tekende in januari 2016 vervolgens een contract tot medio 2017 bij Excelsior. Hiervoor kwam hij in de volgende vijf maanden vier keer in actie. Hemmen tekende in juli 2016 vervolgens een eenjarig contract bij SC Cambuur. Hemmen sloot zich in augustus 2017 op amateurbasis aan bij FC Emmen. Daar vertrok hij per januari 2018.
Nadat Hemmen geen nieuwe club vond, sloot hij eind september 2018 aan bij FC Lienden dat uitkomt in de Tweede divisie. Hij leek Lienden eind 2018 te verlaten nadat de club problemen kreeg, maar keerde toch terug. In februari 2019 maakte hij echter de overstap naar het Australische Altona Magic SC dat in de Victorian Premier League speelt.
Nadat Hemmen terugkeerde naar Nederland, maakte Rijnsburgse Boys begin juni 2020 bekend de aanvaller te hebben ingelijfd voor het seizoen 2020-2021.
Anno 2023 speelt hij in het eerste van KFC.

## Clubstatistieken[5]
| Seizoen         | Club            | Competitie      | Competitie | Competitie | Beker | Beker | Internationaal | Internationaal | Overig | Overig | Totaal | Totaal |
| Seizoen         | Club            | Competitie      | Wed.       | Dlp.       | Wed.  | Dlp.  | Wed.           | Dlp.           | Wed.   | Dlp.   | Wed.   | Dlp.   |
| --------------- | --------------- | --------------- | ---------- | ---------- | ----- | ----- | -------------- | -------------- | ------ | ------ | ------ | ------ |
| 2005/06         | FC Volendam     | Eerste divisie  | 7          | 0          | 0     | 0     | 0              | 0              | 0      | 0      | 7      | 0      |
| 2006/07         | FC Volendam     | Eerste divisie  | 22         | 5          | 0     | 0     | 0              | 0              | 0      | 0      | 22     | 5      |
| 2007/08         | FC Volendam     | Eerste divisie  | 1          | 0          | 0     | 0     | 0              | 0              | 0      | 0      | 1      | 0      |
| 2008/09         | BV Veendam      | Eerste divisie  | 23         | 7          | 1     | 1     | 0              | 0              | 0      | 0      | 24     | 8      |
| 2009/10         | BV Veendam      | Eerste divisie  | 26         | 6          | 1     | 0     | 0              | 0              | 0      | 0      | 27     | 6      |
| 2010/11         | AGOVV Apeldoorn | Eerste divisie  | 30         | 20         | 2     | 1     | 0              | 0              | 0      | 0      | 32     | 21     |
| 2011/12         | AGOVV Apeldoorn | Eerste divisie  | 16         | 3          | 1     | 0     | 0              | 0              | 0      | 0      | 17     | 3      |
| 2011/12         | KVC Westerlo    | Eerste klasse   | 3          | 0          | 0     | 0     | 0              | 0              | 0      | 0      | 3      | 0      |
| 2012/13         | SC Cambuur      | Eerste divisie  | 27         | 17         | 3     | 0     | 0              | 0              | 0      | 0      | 30     | 17     |
| 2013/14         | SC Cambuur      | Eredivisie      | 26         | 7          | 0     | 0     | 0              | 0              | 0      | 0      | 26     | 7      |
| 2014/15         | SC Cambuur      | Eredivisie      | 12         | 3          | 1     | 0     | 0              | 0              | 0      | 0      | 13     | 3      |
| 2015            | BK Häcken       | Allvenskan      | 7          | 2          | 0     | 0     | 0              | 0              | 0      | 0      | 7      | 2      |
| 2015/16         | Excelsior       | Eredivisie      | 4          | 0          | 0     | 0     | 0              | 0              | 0      | 0      | 4      | 0      |
| 2016/17         | SC Cambuur      | Eerste divisie  | 10         | 0          | 0     | 0     | 0              | 0              | 0      | 0      | 10     | 0      |
| 2017/18         | FC Emmen        | Eerste divisie  | 12         | 4          | 0     | 0     | 0              | 0              | 0      | 0      | 12     | 4      |
| Carrière totaal | Carrière totaal | Carrière totaal | 226        | 74         | 9     | 2     | 0              | 0              | 0      | 0      | 235    | 76     |

## Erelijst
Met  SC Cambuur
| Nationaal               |    |         |
| Kampioen Eerste divisie | 1x | 2012/13 |